# Ga'aton (fleuve)
Le Ga'aton (hébreu : נהר הגעתון, Nehar Ga'aton) est un petit fleuve du district nord d'Israël qui traverse la ville de Nahariya avant de se jeter dans la mer Méditerranée. Il coule dans la rue principale de Nahariya, une ville qui lui doit son nom (nahar signifie « rivière » en hébreu).
La source du fleuve, connue comme « la source vive des eaux du Ǧiyāto » (hébreu : ראש מי גיאתו), est issue de deux sources naturelles : ʻaïn a-tinah et ʻaïn al-ʻanqalit. Elle est mentionnée dans des écrits rabbiniques de la fin du IIe siècle (le Sifrei sur le verset Deutéronome 11:24) ainsi que sur la mosaïque de Rehob (en).

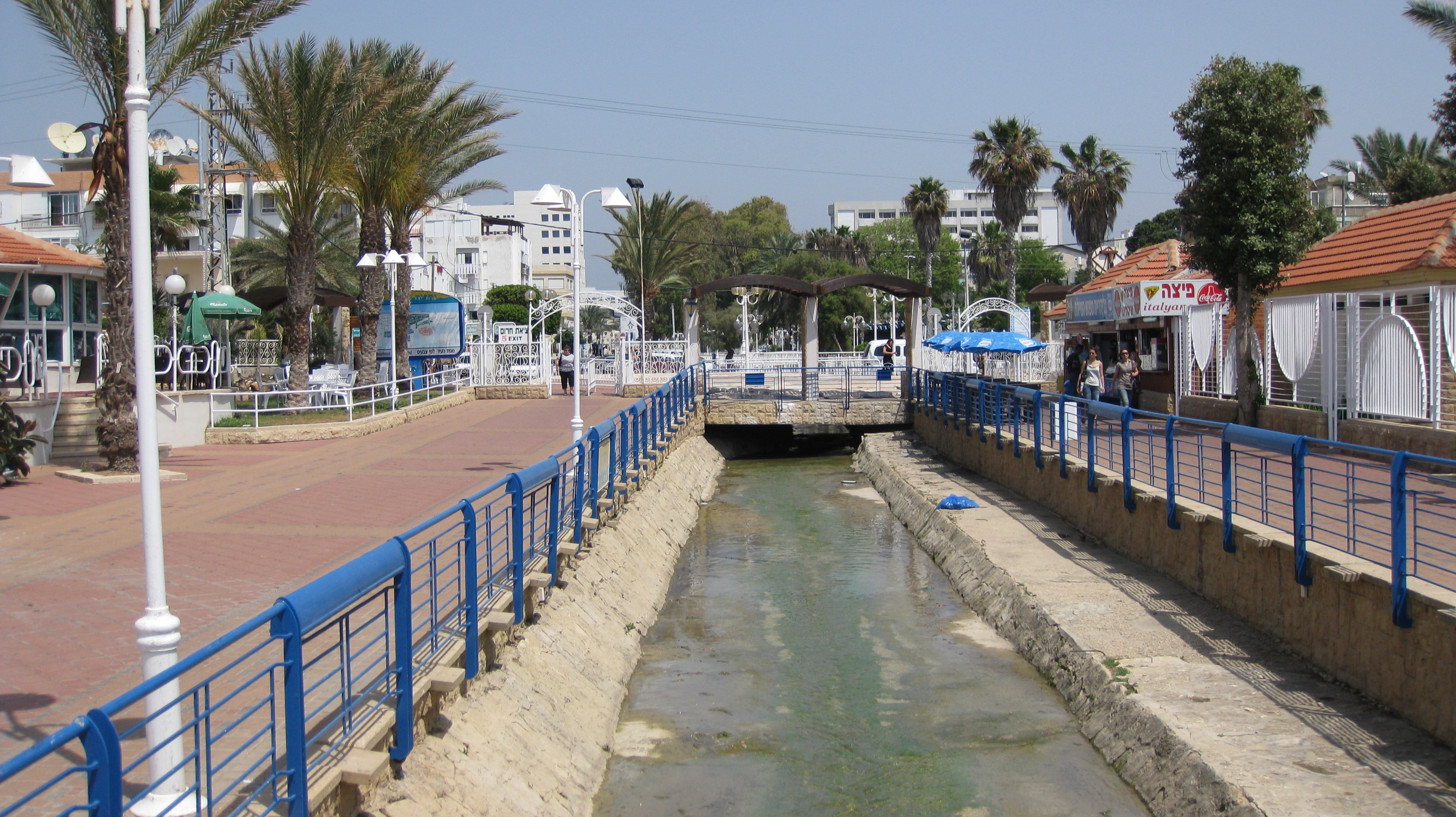
Le Ga'aton coule au sein de la ville de Nahariya.

## Liens connexes
- Liste des cours d'eau d'Israël
- Géographie d'Israël